# LARS-1
LARS-1 — немецкая РСЗО калибра 110 мм.

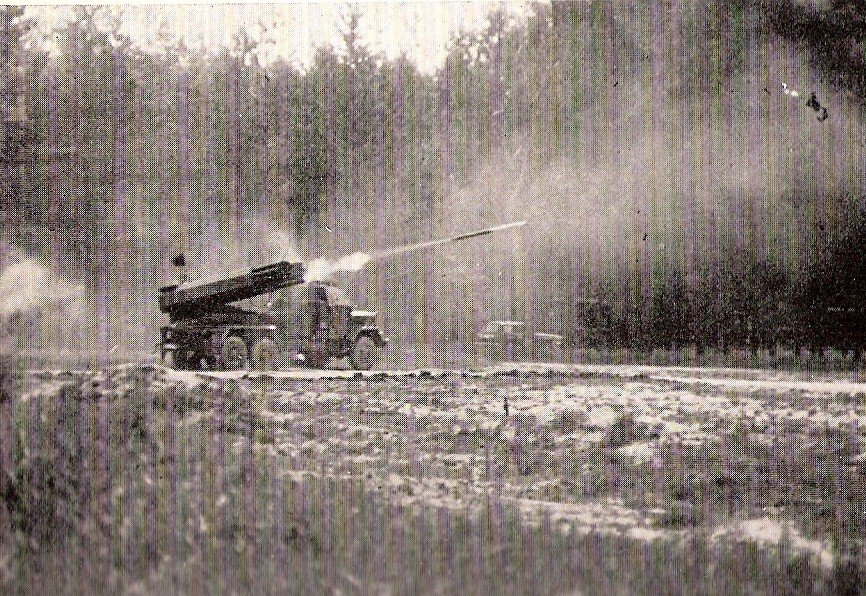
Mehrfachraketenwerfer 110 SF auf Magirus-Deutz 178 D15A ведёт огонь

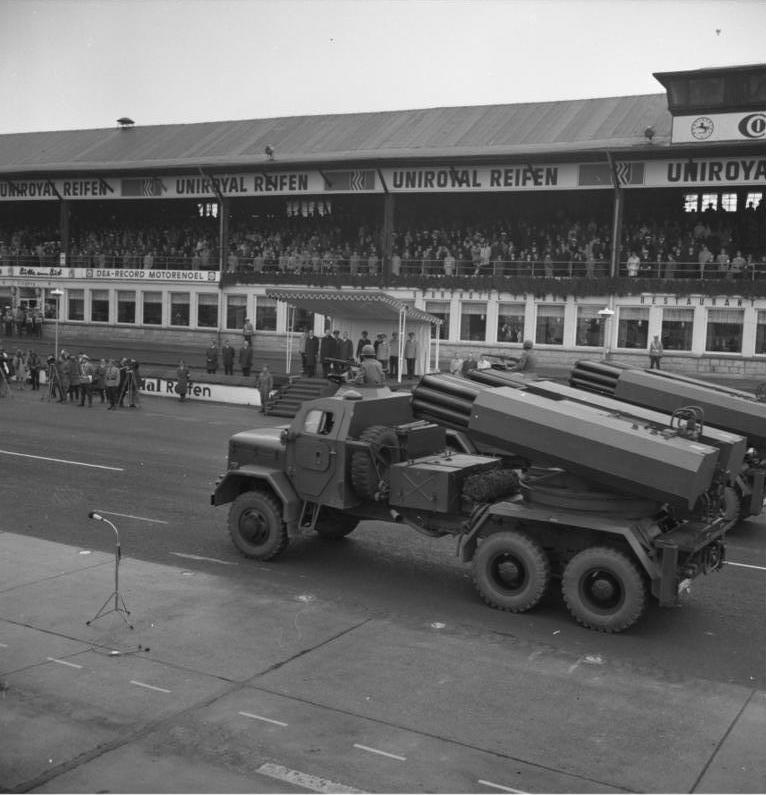
РСЗО на параде в честь 20-летия НАТО на Нюрнбургрингском кольце, 1969

## История создания
Разработка велась в 1960-е годы. После успешных испытаний LARS-1 был принят на вооружение Бундесвера в 1969 году.

## Применение
LARS-1 поступил на  вооружение ракетных дивизионов артиллерийских полков дивизий Бундесвера. LARS-1 предназначен для поражения живой силы и техники противника.

## Состав
В состав системы входят:
1. самоходная пусковая установка;
2. неуправляемые реактивные снаряды;
3. бортовая система управления огнём;
4. машина управления;
5. транспортно-заряжающая машина.

Вспомогательное вооружение состоит из 7,62-мм зенитного пулемёта, смонтированного на крыше бронированной кабины.

## Тактико-технические характеристики[1]
| Калибр, мм                             | 110   |
| Число стволов                          | 36    |
| Расчёт, чел                            | 5     |
| Масса в боевом положении, т            | 15    |
| Масса снаряда, кг                      | 34    |
| Дальность стрельбы максимальная, м     | 14700 |
| Дальность стрельбы минимальная, м      | 6500  |
| Продолжительность залпа, с             | 18    |
| Время перезаряжания, мин               | 20    |
| Мощность двигателя, л. с               | 140   |
| Максимальная скорость движения, км/час | 73    |
| Запас хода, км                         | 500   |
| Год принятия на вооружение             | 1969  |